# Gyhum
Gyhum település Németországban, azon belül Alsó-Szászország tartományban. Lakosainak száma 2461 fő (2023. december 31.).

## Népesség
A település népességének változása:
| Lakosok száma | 2286 | 2328 | 2357 | 2417 | 2450 | 2461 |
|               | 2016 | 2017 | 2019 | 2021 | 2022 | 2023 |